# Pedicularis altaica
Pedicularis altaica là loài thực vật có hoa thuộc họ Cỏ chổi. Loài này được Stephan ex Steven mô tả khoa học đầu tiên năm 1823.